# 37–47 Virginia Street

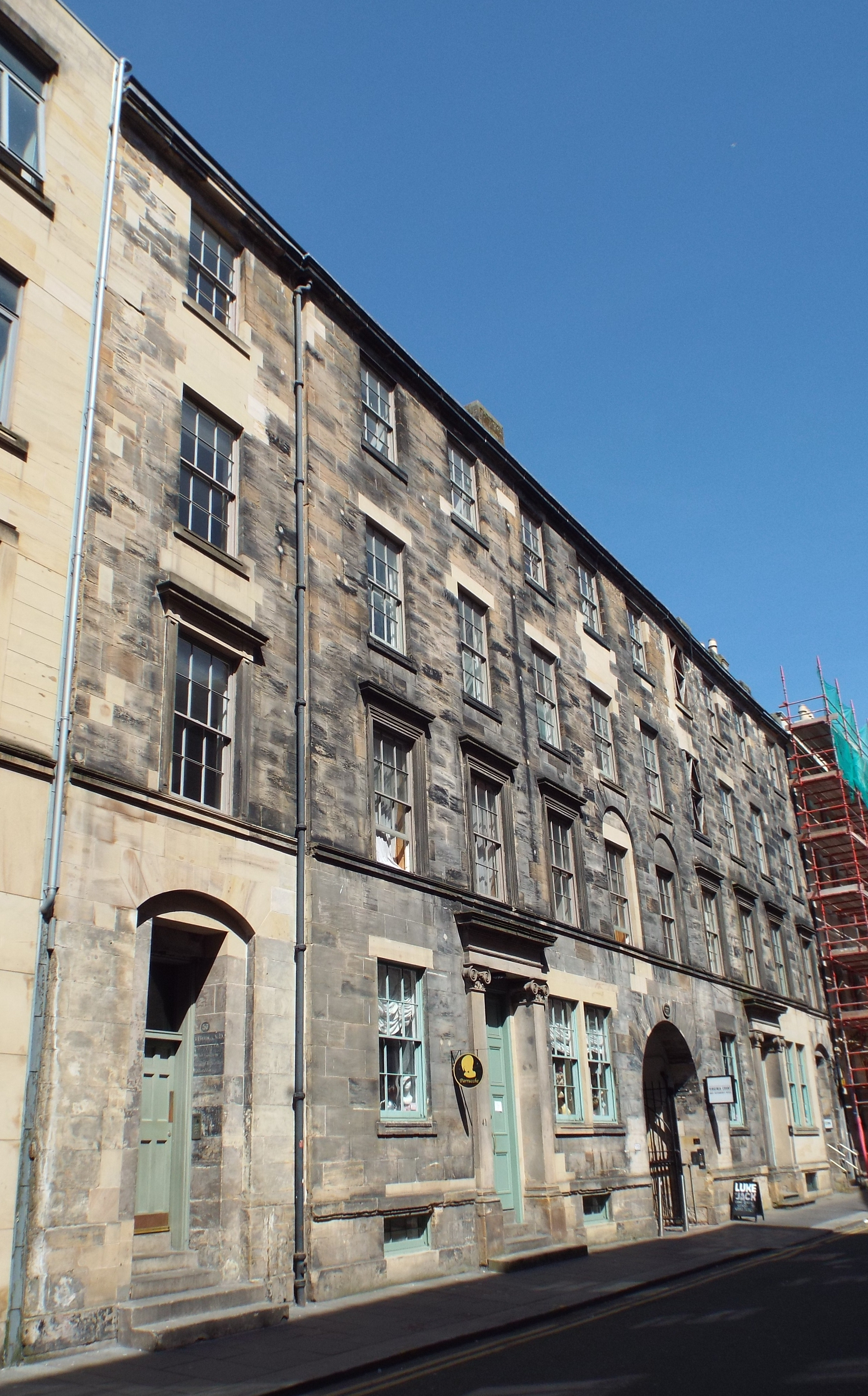
37–47 Virginia Street

Unter der Adresse 37–47 Virginia Street in der schottischen Stadt Glasgow befindet sich ein Wohngebäude. 1970 wurde das Bauwerk in die schottischen Denkmallisten in der höchsten Denkmalkategorie A aufgenommen. Der Innenhof an der Gebäuderückseite ist des Weiteren als Denkmal der Kategorie B klassifiziert. Zusammen mit dem Nachbargebäude 49–53 Virginia Street werden 37–47 Virginia Street sowie der Innenhof oftmals als Virginia Buildings zusammengefasst. Den gegenüberliegenden Abschluss der Hofseite bildete die Villa 42 Miller Street. Das Wohngebäude 42 Virginia Street liegt gegenüber.

## Beschreibung
Das vierstöckige Gebäude steht an der Virginia Street im Südosten des Glasgower Zentrums. Es entstand um 1817 und ist klassizistisch ausgestaltet. Die ostexponierte Frontfassade ist zehn Achsen weit. Die beiden Eingangsportale sind mit ionischen Pilastern und Gesimsen gestaltet. Mittig führt ein Durchgang mit schmiedeeisernem Tor auf den Innenhof. Auf den äußeren Achsen finden sich weitere tiefliegende Eingangstüren. Zwei Fenster des Erdgeschosses wurden zwischenzeitlich zu Zwillingsfenstern erweitert. Im ersten Obergeschoss wurden die beiden mittleren Fenster in rundbögigen Aussparung eingelassen, während die restlichen Fenster von schlichten Gesimsen verdacht sind. Als Fenstergesimse verläuft ein gekehltes Band. Im  Unterschied zu dem straßenseitigen Sichtmauerwerk, ist die rückwärtige Fassade verputzt. Das Dach ist mit Schiefer eingedeckt.